# 血社火
血社火又称扎快活、血快活、血故事、八斩，是以表现血腥恐怖为特色的一种社火形式。其表演形式主要是看似把斧子、铡刀、剪刀、锥子、镰刀、矛头、砖头等利器、钝器砍入、扎入或砸入了角色的额部、腹部、头部、背部或眼部，使血流满面，鲜血四溅，眼珠、肠肚等器官露出，呈现出血腥、恐怖、奇特、神秘的色彩，而实质上都是装扮的。

## 历史
血社火是古陇州独有的社火形式，它起源于民国初年，主要流传于牙科乡阎家庵村和赤沙、香泉(中華人民共和國成立后划归宝鸡县，今属陈仓区)一带。据原中華民国陇县警察局职员马静夫遗留资料记载及现在阎家庵村血社火第五代传人梁有和口述：“民同初年，有一个以走江湖耍把戏的河南偃师籍人魏世杰来陇途经香泉时，被吴山土匪劫持到吴山，抢去了钱物，还被打得遍体鳞伤。逃出后，流落到了阎家庵村，在奄奄一息之际，被好心的乡亲们收留。老人感恩万分，临走时就把随身携带的一个袋子留了下来并向村裡人暗授机密，说这样做能驱灾避难，保佑村子平安吉祥。老人走后，村裡人打开袋子一看，里面装的是一些刀、斧、矛、剪等卖药前耍把戏的器具，联想老人所授机密，村裡人明白了，原来老人是要他们拿这些东西惩恶扬善，威慑土匪，保村子平安。”当时，先后学演耍的有赤沙和香泉的牛娃、东南党家庄村的党巨太、火烧寨乡双场村的董贵。

民国初期，受时势的影响，血社火扮演比较频繁。至20世纪30年代以后，血社火渐渐停演。新中国成立后，因其血腥恐怖和“传内不传外”“传男不传女”的传承习俗，别村人不会演，学会的村庄也耍演较少，仅有阎家庵村在1964年和1979年耍演过两次，直至2004年起才连年复演，且都只在本村装演。2012年春节，在县上举办的“陇州社火艺术节暨创意社火大赛”中，阎家庵村的血社火才走进了县城。

## 表演方法
血社火属哑剧造型观赏型社火。

过去，装演形式有二：
- 一是在晚上，以有剧情的文场地台步社火的形式，由装扮角色在场地进行表演，如三打祝家庄等；
- 二是白天由装扮角色行走游演，如“大战九头精”、“狼女杀夫”、“石嘴杀鬼”、“屠夫除奸”、“独角夜叉擒大王”、“陈狄杀贼”、“斗菜刀”等。

所以，它仍为步社火门类，群众将前者称为“黑社火”、“夜社火”，将后者称为“步社火”。进入21世纪后，其角色多装扮在汽车上游演。